# One Angry Lisa
«One Angry Lisa» (titulado «Una Lisa enojada» en Hispanoamérica y «Una Lisa sin piedad» en España) es el segundo episodio de la trigésimo cuarta temporada de la serie de televisión de animación estadounidense Los Simpson, y el 730 en total. Se emitió en los Estados Unidos en Fox el 2 de octubre de 2022. El episodio fue dirigido por Matthew Nastuk y escrito por Jessica Conrad.
En este episodio, Marge establece lazos con su instructor de bicicleta estática, poniendo celoso a Homer, mientras que Lisa realiza el servicio de jurado debido a la incompetencia del sistema legal. Jane Kaczmarek interpreta a la juez Constance Harm. El episodio recibió críticas positivas.

## Trama
Cuando Marge ve en televisión un anuncio de una bicicleta estática, convence a Homer para que se la compre. Aunque Homer intenta montarla, Marge lo hace ella misma y elige a Jesse como su instructor de vídeo. Un día, mientras hace ejercicio, pronuncia el nombre de Jesse en lugar del de Homer, lo que hace que Homer se preocupe de que ella le deje por Jesse, especialmente después de que ella pague más por un paseo privado con Jesse. Homer descubre dónde vive Jesse y va a enfrentarse a él. Encuentra a Jesse con múltiples paseos privados simultáneos, y se pelean delante de los motoristas. Marge utiliza la moto de Lisa para ir a la casa de Jesse, donde ve los múltiples paseos privados y golpea a Jesse. Homer y Marge hacen las paces y se marchan, cantando a dúo «Just the Two of Us» mientras cruzan la ciudad en bicicleta.
Mientras tanto, Lisa recibe una citación para ser jurado y decide acudir porque teme ir a la cárcel si la ignora. En la sala del jurado, intenta ser excusada por ser menor de edad, pero se lo niegan, lo que la lleva a quejarse de la incompetencia de los testigos y abogados. Sus arrebatos hacen que el juez declare nulo el juicio, lo que enfada aún más a Lisa.

## Producción
El gag del sofá fue creado por el animador Bill Plympton. Ha creado varios gags de sofá para la serie desde la vigesimotercera temporada.